# Tang Juwu
Tang Juwu, ou Tang Chu-wu, 唐聚五 (1898 - 18 mai 1939), est l'un des principaux meneurs des armées de volontaires anti-japonaises qui luttèrent contre l'armée impériale japonaise et l'État du Mandchoukouo à la suite de l'invasion de la Mandchourie de 1931.

## Biographie
Tang Juwu rejoint la 27e brigade de garde à 17 ans. Tandis qu'il sert dans la 6e division d'infanterie de l'armée du Nord-Est, il est envoyé suivre une formation d'officier en mai 1926, et est diplômé l'année suivante. Il devient ainsi commandant du 1er régiment de la force de défense de la frontière orientale, qui est dissoute et internée par les Japonais durant les premiers jours de l'invasion de la Mandchourie de 1931.
Il se lamente de la chute de sa région et de l'humiliation de ses compatriotes, après que son régiment ait été interné sans s'être battu contre les Japonais. Il parvient à s'échapper, coupe l'un de ses doigts et écrit huit caractères chinois signifiant « Tuer l'ennemi, punir les traîtres, sauver notre pays et aimer notre peuple »
Après son évasion, la société du salut national du Nord-Est le nomme commandant et l'aide à réunir une petite troupe dans la province du Liaoning. Tang fait également usage de ses contacts personnels avec les chefs de police, les officiers, les milices locales et les chefs de la société des Grandes épées. Il accepte toutes les recrues, dont des bandits, qui veulent tuer les envahisseurs. Il se montre ainsi capable de réunir 10 000 hommes sous son commandement au sein de l'armée volontaire anti-japonaise populaire du Nord-Est.
En mai 1932, Tang Juwu juge que le temps est venu pour son armée de passer à l'offensive. Sa troupe, de maintenant 20 000 hommes, assiège la garnison japonaise de Tunghua. En réaction, la police japonaise et des détachements de l'armée impériale du Mandchoukouo tente de lever le siège. Les Japonais se montrent incapables de défaire Tang et son armée reste une menace pour l'est de Mukden et pour les communications avec la Corée. Basée dans la région de Tonghua, son armée combat contre l'armée japonaise du Guandong et l'armée du Mandchoukouo dans le sud de la province du Liaoning. Bien que toutes les grandes villes aient été perdues, les armées de volontaires gagnent un nouveau rebond durant l'été 1932 et atteignent leur effectif maximal.
Le 11 octobre 1932, deux brigades de cavalerie japonaises, une brigade mixte, et 7 brigades du Mandchoukouo attaquent les forces de Tang dans la région de Tonghua et Hengren. La menace d'un bombardement aérien japonais de Tonghua force Tang à se replier afin de préserver la population civile. Après la désertion du commandant de la 37e armée de route du Mandchoukouo, Wang Yongcheng, Tang Juwu parvient à briser son encerclement japonais par l'ouest et s'échappe. Le 16 octobre, Les Japonais prennent Tonghua, et le 17, Hengren, avec des pertes de 500 hommes. Tang et les restes de son armée sont forcés de fuir vers la province de Rehe.
Pendant la bataille de Rehe en 1933, il est nommé chef du 3e corps de volontaires anti-japonais du Nord-Est. Incapable de faire la paix avec les Japonais après la trêve de Tanggu, Tang rejoint l'armée anti-japonaise populaire de Cháhāěr en mai 1933. Il se rapproche plus tard de l'armée nationale révolutionnaire et reçoit le commandement d'un régiment dans le cadre des efforts de Tchang Kaï-chek pour disperser les armées anti-japonaises et éviter une guerre avec les Japonais. Après le déclenchement de la seconde guerre sino-japonaise en 1937, Tang est assigné derrière les lignes japonais pour mener une guérilla. Il est tué au combat au Hebei le 18 mai 1939.